# MBC Persia
MBC Persia ist ein persischsprachiger Satellitenfernsehkanal des saudischen Middle East Broadcasting Center, der Filme mit der Originalsprache und persischen Untertiteln sowie verschiedene Serien in den Genres Comedy, Action, Drama und Weltromantik mit persischer Synchronisation sendet. Es wird derzeit auf zwei Satelliten ausgestrahlt: Eutelsat und YahSat 1A.
Der Sender ging am 9. Juli 2008 erstmals auf Sendung. Nach einer langen Pause am 6. Oktober 2018 kehrte das Netzwerk zum Fernsehen zurück.